# 道楽心情
「道楽心情」（どうらくしんじょう）は、日本のバンド・DOESの楽曲で、16枚目のシングル。2021年1月6日にソニー・ミュージックエンタテインメントから発売された。

## 概要
前作『KNOW KNOW KNOW』以来約5年ぶり、バンド再始動後初となるシングル。タイトル曲の「道楽心情」および「ブレイクダウン」は、映画「銀魂 THE FINAL」挿入歌として使用されている。期間生産限定盤は銀魂描き下ろし紙ジャケット仕様。

## 収録内容
| 全作詞・作曲: 氏原ワタル。 |                    |            |            |      |
| #                          | タイトル           | 作詞       | 作曲・編曲 | 時間 |
| 1.                         | 「道楽心情」       | 氏原ワタル | 氏原ワタル | 3:49 |
| 2.                         | 「ブレイクダウン」 | 氏原ワタル | 氏原ワタル | 5:00 |
| 3.                         | 「斬り結び」       | 氏原ワタル | 氏原ワタル | 4:01 |
| 合計時間:                  | 合計時間:          | 12:51      |            |      |

## 楽曲解説
1. 斬り結び
映画「銀魂 THE FINAL」の挿入歌ではないが、銀魂裏テーマとして書き下ろされた楽曲[3]。